# Purplay
Purplay (em coreano:  퍼플레이) é um girl group sul-coreano formado pela Purplei Entertainment em 2013. O grupo é formado por quatro integrantes, a saber: Woomi, Jiyo, Eeple e Seolha. O grupo fez sua estreia em 7 de fevereiro de 2013 com a canção "Love and Remember", que foi apresentada no Music Bank da KBS2 e no M! Countdown da Mnet.

## Integrantes
| PURPLAY        | PURPLAY        | PURPLAY            | PURPLAY            | PURPLAY                           | PURPLAY             | PURPLAY                                                             |
| Nome Artístico | Nome Artístico | Nome de Nascimento | Nome de Nascimento | Data de Nascimento                | Local de Nascimento | Posição no Grupo                                                    |
| Romanizado     | Hangul         | Romanizado         | Hangul             | Data de Nascimento                | Local de Nascimento | Posição no Grupo                                                    |
| -------------- | -------------- | ------------------ | ------------------ | --------------------------------- | ------------------- | ------------------------------------------------------------------- |
| Woomi          | 우미           | Kang Woomi         | 강우미             | 30 de abril de 1992 (32 anos)     | Coreia do Sul       | Líder, Rapper Líder, Vocalista Guia e Dançarina Guia.               |
| Jiyoo          | 지유           | Park Jooyeon       | 박주연             | 20 de fevereiro de 1993 (32 anos) | Coreia do Sul       | Dançarina Líder, Vocalista Líder e Face e Visual.                   |
| Eeple          | 이플           | Moon Hyemin        | 문혜민             | 28 de fevereiro de 1993 (32 anos) | Coreia do Sul       | Vocalista Principal.                                                |
| Seolha         | 설하           | Seol Hareum        | 설하름             | 27 de janeiro de 1994 (31 anos)   | Coreia do Sul       | Rapper Principal, Dançarina Principal, Vocalista de Apoio e Maknae. |

- Visual: Mais bonita, eleita pela empresa do grupo. A Visual Line do grupo consiste em Jiyoo e Eeple.
- Face: Mais popular.
- Maknae: Mais nova.

## Discografia

### Singles
- Love and Remember (2013)[7]